# Aéroport international de Pécs-Pogány
L’aéroport international de Pécs-Pogány (hongrois : Pécs-Pogány repülőtér) (code IATA : PEV • code OACI : LHPP) dessert Pécs et le sud de la Hongrie. Il fait partie des cinq aéroports internationaux du pays.

## Situation
Il se trouve à 9 kilomètres au sud du centre-ville, sur le territoire de la localité de Pogány. 
| \| 50 km1:5 636 000 \| Fertőszentmiklós Győr-Pér Siófok-Kiliti Szeged Hévíz-Balaton Budapest-Ferenc Liszt Debrecen Pécs-Pogány Kecskemét |
| 50 km1:5 636 000 |

## Histoire
C'est à l'automne 2003 que l'aéroport de Pécs-Pogány a été inauguré. En mars 2006, la compagnie autrichienne Austrian Airlines a mis en place une liaison régulière avec Vienne mais elle a été supprimée six mois plus tard. À l'été 2007, trois vols par semaine en direction de Corfou ont été instaurés. En 2012, les liaisons ont été changées mais restent en direction de la Grèce.
Des projets pour rallonger la piste de façon à pouvoir accueillir des Airbus A320 et des Boeing 737 ont été imaginés mais pour le moment rien n'a encore été réalisé. 

## Statistiques
Voici le nombre de voyageurs qu'a accueillis l'aéroport l'année indiquée :
| Année | Trafic | Évolution |
| ----- | ------ | --------- |
| 2003  | 2 139  | n.a.      |
| 2004  | n.a.   | n.a       |
| 2005  | n.a.   | n.a.      |
| 2006  | 3 074  | n.a.      |
| 2007  | n.a.   | n.a.      |
| 2008  | n.a.   | n.a.      |
| 2009  | 6 791  | n.a.      |
| 2010  | 6 201  | 8,69 %    |
| 2011  | 7 200  | 16,11 %   |
| 2012  | 5 400  | 25 %      |
| 2013  | 3 946  | 26,92 %   |
| 2014  | 2 341  | 40,67 %   |
| 2015  | 2 582  | 10,29 %   |
| 2016  | 3 644  | 41,13 %   |

## Compagnies aériennes et destinations
| Compagnies    | Destinations                                                  |
| ------------- | ------------------------------------------------------------- |
| Universal Air | Malte, Munich-F. J. Strauß En saison : Corfou-I. Kapodístrias |

Edité le 27/06/2024